# Maywood (Nebraska)
Maywood é uma vila localizada no estado americano de Nebraska, no Condado de Frontier.

## Demografia
Segundo o censo americano de 2000, a sua população era de 331 habitantes.
Em 2006, foi estimada uma população de 285, um decréscimo de 46 (-13.9%).

## Geografia
De acordo com o United States Census Bureau, a localidade tem uma área de 1,2 km², sem área coberta por água.

## Localidades na vizinhança
O diagrama seguinte representa as localidades num raio de 36 km ao redor de Maywood.